# ピーター・ショア
ピーター・ウィルストン・ショア（Peter Williston Shor, 1959年8月14日 -）は、アメリカ合衆国の理論計算機科学者、数学者。量子コンピュータの研究が有名であり、特に従来不可能であった素因数分解を高速量子アルゴリズム（ショアのアルゴリズム）を用いて解決する方法を提唱した。
ニューヨークで生まれ、カリフォルニア州マリン郡で育ち、高校時代は国際数学オリンピックに参加した。1981年にカリフォルニア工科大学卒業後、1985年にマサチューセッツ工科大学大学院で応用数学の博士号を取得した。ベル研究所勤務を経て、現在はマサチューセッツ工科大学の教授である。1999年マッカーサー・フェロー選出。

## 受賞歴
- 1998年 - ネヴァンリンナ賞
- 1999年 - ゲーデル賞
- 2002年 - キング・ファイサル国際賞 科学部門
- 2017年 - ICTPのディラック・メダル
- 2023年 - 基礎物理学ブレイクスルー賞[1]
- 2024年 - クラリベイト引用栄誉賞
- 2025年 - クロード・E・シャノン賞